# Ctenochaetus striatus
Ctenochaetus striatus là một loài cá biển thuộc chi Ctenochaetus trong họ Cá đuôi gai. Loài cá này được mô tả lần đầu tiên vào năm 1825.

## Từ nguyên
Tính từ định danh của loài cá này, striatus, trong tiếng Latinh có nghĩa là "có đường vân, sọc", ám chỉ những đường sọc trên cơ thể, cũng như trên vây lưng và vây hậu môn.

## Phạm vi phân bố và môi trường sống
C. striatus có phạm vi phân bố rộng khắp vùng biển Ấn Độ Dương - Thái Bình Dương. Loài cá này được tìm thấy từ Biển Đỏ và vùng biển phía nam bán đảo Ả Rập, dọc theo vùng bờ biển Đông Phi, bao gồm Madagascar và những quốc đảo, bãi ngầm lân cận, cũng gồm cả Sri Lanka, Maldives, Chagos, quần đảo Cocos (Keeling), đảo Giáng Sinh và vùng biển ngoài khơi Tây Úc; ở Tây Thái Bình Dương, từ biển Andaman, C. striatus có mặt ở khắp vùng biển các nước Đông Nam Á và Papua New Guinea, và trải dài trên khắp vùng biển của nhiều đảo quốc, quần đảo thuộc châu Đại Dương (ngoại trừ quần đảo Hawaii, quần đảo Marquesas và đảo Phục Sinh), giới hạn đến quần đảo Pitcairn và Polynesia thuộc Pháp; phía bắc giới hạn đến quần đảo Ryukyu và quần đảo Ogasawara (Nhật Bản); phía nam đến rạn san hô Elizabeth, rạn san hô Middleton và đảo Rapa Iti.
C. striatus sống gần các rạn san hô và bãi ngầm trong các đầm phá và vùng biển ngoài khơi ở độ sâu đến ít nhất là 30 m, nhưng thường được quan sát ở độ sâu hơn 6 m.

## Mô tả
Chiều dài cơ thể tối đa được ghi nhận ở C. striatus là 26 cm. Có một mảnh xương nhọn chĩa ra ở mỗi bên cuống đuôi, tạo thành ngạnh sắc. Cơ thể hình bầu dục thuôn dài, có màu nâu lục pha xám đến màu vàng nâu với những đường sọc ngang màu xanh lam. Đầu, ngực và thân trước chi chít những chấm tròn màu cam. Vây ngực có các tia vây màu vàng nâu. Đuôi lõm sâu, hình cánh nhạn, màu nâu đỏ sẫm. Vây lưng và vây hậu môn có viền màu xanh lam ánh kim, sẫm màu hơn thân với các dải sọc màu xanh lam đậm dọc theo chiều dài của vây.
C. striatus có thể thay đổi màu sắc của cơ thể khi đối mặt với những kẻ xâm phạm lãnh thổ hay khi bước vào mùa sinh sản (đối với cá đực). Khi một cá thể tiến vào lãnh thổ, nếu chúng không kháng cự, C. striatus sẽ chuyển màu nâu ở vây lưng và vây hậu môn, cũng như khắp thân (trừ đầu và đuôi) thành màu caramel nhạt, ngược lại, nếu kẻ thù tỏ ra kháng cự, C. striatus sẽ chuyển màu nhạt hơn ở đầu và vây lưng trước.
C. striatus đực mùa sinh sản chuyển sang màu trắng ở môi và vùng họng của chúng, và xuất hiện them một đường sọc màu kem nhạt dọc theo rìa trên cuống đuôi, kéo dài đến chóp thùy đuôi trên. Ở một số địa điểm, C. striatus đực có thể chuyển sang tông màu nhạt hơn trên cơ thể, vây lưng và vây hậu môn, và sọc màu kem nhạt sẽ viền khắp vây đuôi. Cá cái mùa sinh sản thường sẽ sáng màu hơn bình thường.
Số gai ở vây lưng: 8; Số tia vây ở vây lưng: 27 - 31; Số gai ở vây hậu môn: 3; Số tia vây ở vây hậu môn: 24 - 28.

## Sinh thái
C. striatus có thể sống đơn độc hoặc theo đàn, và cũng có khi lẫn vào đàn của những loài cá khác. Thức ăn của các loài Ctenochaetus chủ yếu là các loại tảo và vụn hữu cơ. Chúng dùng răng của mình để đẩy cát đá trên nền đáy và xúc những mảnh tảo vụn vào miệng. Các loài Ctenochaetus đều có chung một đặc điểm là dạ dày có thành dày.

### Ăn trầm tích
Người ta nhận thấy, C. striatus có ảnh hưởng tích cực đến quá trình bồi lắng trầm tích trên các rạn san hô ở Biển Đỏ. C. striatus "chuyển" các trầm tích mà chúng ăn phải ra khỏi rạn san hô bằng cách đào thải qua đường tiêu hóa theo phân ra ngoài. Các nhà nghiên cứu đã phân tích 150 mẫu phân lấy từ 6 cá thể C. striatus và so sánh hàm lượng trầm tích trong phân với lượng trầm tích vô cơ lắng đọng ở vùng biển mà 6 cá thể C. striatus này kiếm ăn. Kết quả cho thấy, cùng một khu vực rạn san hô, C. striatus loại bỏ ít nhất 18% lượng trầm tích vô cơ chìm trên mào rạn. Phát hiện này cho thấy, C. striatus có vai trò như một "người dọn dẹp" các rạn san hô.
Ở ngoài khơi đảo Moorea, Polynesia thuộc Pháp, C. striatus được phát hiện là có thể làm giảm kích thước của các hạt cacbon mà nó ăn vào. Kích thước trung bình của các hạt cacbon trong dạ dày của C. striatus nhỏ hơn so với kích thước các hạt được lấy từ những khu vực mà chúng kiếm ăn. Ngoài ra, người ta cũng nhận thấy, kích thước các hạt cacbon trong trực tràng của C. striatus lại nhỏ hơn so với các hạt trong dạ dày.

### Tuổi đời
Trong một cuộc khảo sát, 1537 mẫu vật của C. striatus được thu thập tại 15 địa điểm trải dài khắp Ấn Độ Dương - Thái Bình Dương (5 địa điểm tại Ấn Độ Dương, 6 tại Tây Thái Bình Dương và 4 tại Trung Thái Bình Dương). Người ta nhận thấy, ở vĩ độ càng cao, C. striatus càng sống lâu hơn, và ngoài ra, những quần thể của loài cá này ở Ấn Độ Dương có xu hướng sống không thọ bằng những quần thể ở Thái Bình Dương. Tuy nhiên, tốc độ tăng trưởng của C. striatus không có sự khác biệt giữa hai đại dương, và cũng không liên quan đến nhiệt độ nước biển. Ngoài ra, người ta không tìm thấy mối quan hệ nào giữa áp lực đánh bắt cá và tuổi thọ, tốc độ tăng trưởng hay kích thước trưởng thành của C. striatus trên toàn bộ các địa điểm lấy mẫu.

### Trích dẫn
- D. R. Robertson (1983). "On the spawning behavior and spawning cycles of eight surgeonfishes (Acanthuridae) from the Indo-Pacific" (PDF). Environmental Biology of Fishes. Quyển 9 số 3/4. tr. 193–223.